# Шебалдова, Елизавета Ивановна
Елизавета Ивановна Шебалдова (1903—1962) — льновод, Герой Социалистического Труда (1958).

## Биография
Елизавета Шебалдова родилась 15 апреля 1903 года в селе Семлёво (ныне — Вяземский район Смоленской области). Окончила два класса школы. В 1930 году вступила в колхоз, работала сначала простой колхозницей, затем стала звеньевой льноводного звена. Являлась одним из лучших льноводов района, неоднократно премировалась за отличную работу. В годы Великой Отечественной войны находилась в оккупации.
С апреля 1946 года Шебалдова руководила льноводным звеном в колхозе имени Кирова. Под её руководством звено в 1957 году получило высокий урожай — по 11 центнеров семян и 6 центнеров волокна с каждого закреплённого за ним гектара.
Указом Президиума Верховного Совета СССР от 10 марта 1958 года за «выдающиеся успехи в работе по увеличению производства льнопродукции» Елизавета Шебалдова была удостоена высокого звания Героя Социалистического Труда с вручением ордена Ленина и медали «Серп и Молот».
Активно занималась общественной деятельностью. Два раза избиралась депутатом Смоленского областного совета, членом Семлёвского райкома. Скончалась 25 ноября 1962 года, похоронена в Семлёво.
Была также награждена рядом медалей.